# La Guajira (departman)
La Guajira, (Wayuu: Wajiira) je kolumbijski departman u sjevernom dijelu države na granici Venezuelom. Glavni grad departmana je Riohacha. Prema podacima iz 2005. godine u departmanu živi 623.250 stanovnika te je 21 kolumbijski departman po broju stanovnika. Sastoji se od 15 općina.

## Općine
U departmanu La Guajira se nalazi 15 općina:
1. Albania
2. Barrancas
3. Dibulla
4. Distracción
5. El Molino
6. Fonseca
7. Hatonuevo
8. La Jagua del Pilar
9. Maicao
10. Manaure
11. Riohacha
12. San Juan del Cesar
13. Uribia
14. Urumita
15. Villanueva

## Vanjske poveznice
- Službena stranica departmana